# 阿姆斯特丹隱士廬博物館
阿姆斯特丹隱士廬博物館（Hermitage Amsterdam）是位於荷蘭首都阿姆斯特丹的一座博物館，是俄羅斯聖彼得堡隱士廬博物館在阿姆斯特丹的分館。博物館的建築修建於1681年，為古典風格的建築。阿姆斯特丹隱士廬博物館是隱士廬博物館中面積最大的一座分館。

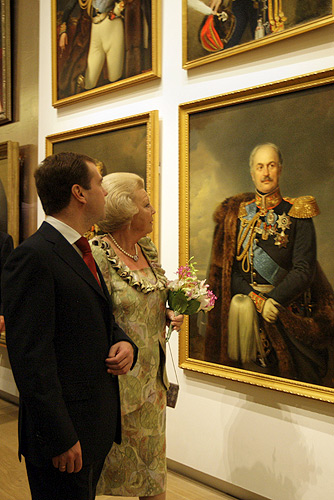
俄罗斯总理梅德韦杰夫和荷兰女王贝娅特丽克丝于2009年6月20日出席博物馆官方开幕式，之后面向公众开放

## 外部連結
- Hermitage Amsterdam （页面存档备份，存于）, official website
- Section on the Amsterdam Hermitage on the official Hermitage Museum website